# Аквафор
ООО «Аквафор» — российская компания, основанная в 1992 году в Санкт-Петербурге, специализируется на разработке и производстве сорбентов и фильтров для воды. Занимает около трети российского рынка бытовых систем водоочистки.
Компания имеет производственные мощности в России: научно-технический центр в Санкт-Петербурге, завод по производству фильтров в Усть-Ижоре, завод по производству сорбентов в Заволжске, созданный на базе химического завода им. Фрунзе. Ведется строительство производственного комплекса и инженерного центра в Колпино, Санкт-Петербург. «Аквафор» владеет логистическим центром в Москве, развивает дилерские центры в Перми и Казани, осуществляет крупные оптовые поставки в 76 городов России, в розницу товары компании продаются в федеральных розничных сетях, включая «Магнит», представленный во всех регионах.
Ассортимент продукции: фильтры-кувшины, фильтры-насадки на кран, стационарные фильтры с отдельным краном, системы обратного осмоса, системы умягчения и обезжелезивания, а также высокопроизводительные системы комплексной очистки воды. Потребители — частные лица и коммерческие организации, промышленные компании. Основной рынок сбыта — Россия.
Исследовательская лаборатория «Аквафор» в Санкт-Петербурге — в тройке самых точных в России. В 2019, 2020 и 2021 году химики компании занимали второе и третье места рейтинга межлабораторных сравнительных испытаний МСИ.
Фильтры «Аквафор» с 2017 года ежегодно получают дипломы лауреата и дипломанта конкурса «100 лучших товаров России».
В 2020 году «Аквафор» попал в рейтинг «Самых успешных брендов производителей товаров - 2020» по версии «Делового Петербурга».
Производство расположено в Санкт-Петербурге.
Название «Аквафор» соединяет два слова:
- Аква (лат. aqua) — «вода»
- Фор (др.-греч. -φόρος -phóros) — «несущий»